# ستارخان

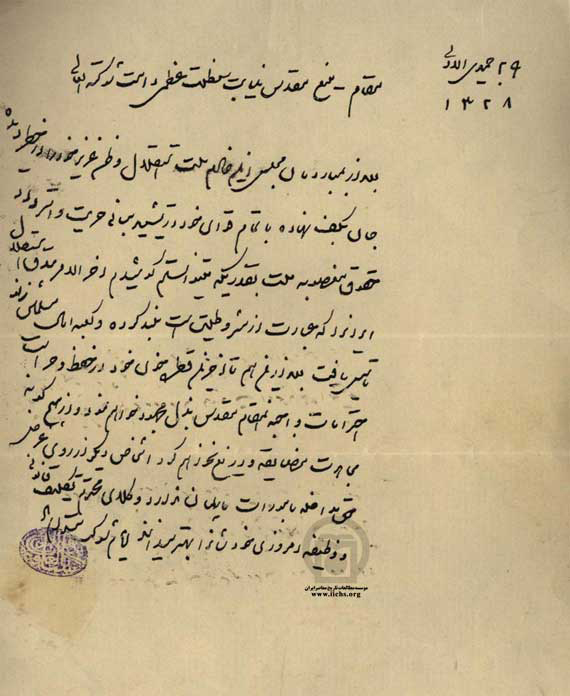
نامه‌ای از ستارخان به عضدالملکِ نائب‌السلطنه که در آن نوشته:"بعد از بمباران مجلس این خادم ملت، استقلال وطن عزیز خود را در خطر دیده، جان به کف نهاده، با تمام قوای خود در تشیید مبانی حریت و استردادِ حقوقِ مغضوبه‌یِ ملت به قدری که می‌توانستم کوشیدم؛ آخرالامر بیرق استقلال ایران را که عبارت از مشروطیت است…

ستارخان قراچه‌داغی (زاده ۲۸ مهر ۱۲۴۵ – درگذشته ۲۵ آبان ۱۲۹۳) از سرداران جنبش مشروطه ایران ملقب به سردار ملی است. وی در برابر نیروهای دولتی ضد مشروطه در تبریز ایستاد. مشهور است که او در برابر پیشنهاد سفیر روسیه برای محافظت از جان خود با رفتن به زیر پرچم روسیه گفته بود هدف او اینست که امپراطوری روسیه زیر پرچم ایران پناهنده شود نه اینکه ایران زیر پرچم روسیه برود.

## زندگی
ستّار خان سوّمین پسر حاج حسن قره‌داغی در ۲۸ مهر ۱۲۴۵ خورشیدی در روستای سردارکندی در شهرستان ورزقان به دنیا آمد.
وی در مقابل قشون عظیم محمدعلی‌شاه پس از به توپ بستن مجلس شورای ملی و تعطیلی آن که برای طرد و دستگیر کردن مشروطه‌خواهان تبریز به آذربایجان گسیل شده‌بود، ایستادگی کرد و بنای مقاومت گذارد. ستارخان مردم را ضد اردوی دولتی فراخواند و خود رهبری آن را بر عهده گرفت و به همراه سایر مجاهدان و باقرخان -سالار ملی- مدت یک سال در برابر قوای دولتی ایستادگی کرد و نگذاشت تبریز به دست طرفداران محمدعلی‌شاه بیفتد. اختلاف او با شاهان قاجار و اعتراض به ظلم و ستم آنان، به زمان کودکی‌اش برمی‌گشت.

## جوانی

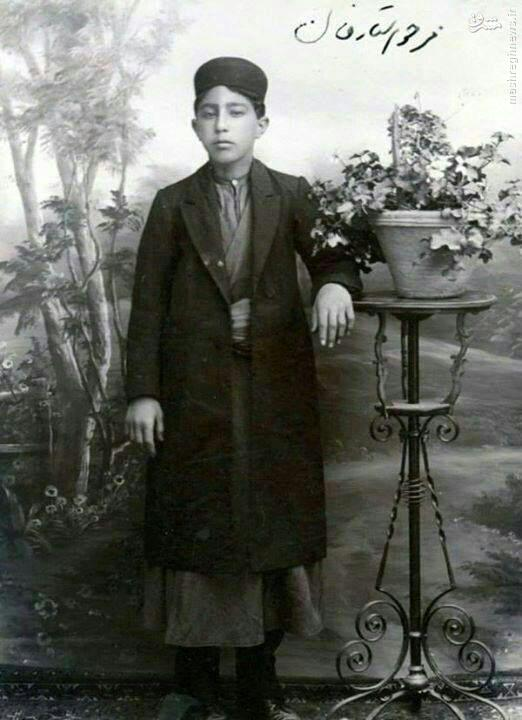
ستارخان در ۱۶ سالگی

ستارخان سردار ملی (۱۲۸۴–۱۳۳۲ق) فرزند حاج حسن قراجه داغی در منطقه ارسباران به دنیا آمد. او سومین پسر حاج حسن بزّاز بود که به شغل پارچه‌فروشی اشتغال داشت. سوابق زندگی او در دوران کودکی و نوجوانی تا درگیری‌های جنبش مشروطه چندان معلوم نیست. از اطلاعات جسته و گریخته‌ای که از وی به دست آمده، درمی‌یابیم که او با پدر خود در روستاهای اطراف ارسباران به بزازی مشغول بود.
او و دو برادر بزرگترش اسماعیل و غفار از کودکی علاقه وافری به تیراندازی و اسب‌سواری داشتند و در این میان اسماعیل فرزند ارشد خانواده شب و روزش به اسب‌تازی، تیراندازی و نشست و برخاست با خوانین و بزرگان سپری می‌شد.
همین سرکشی‌ها سبب شد تا سرانجام و در پی اعتراض به حاکم وقت دستگیر و محکوم به اعدام شود. گفته شد اسماعیل به ارتباط و پناه دادن به فردی به نام قاچاق فرهاد که از مخالفان و ناراضیان بود، متهم است و به همین جرم کشته شد. این امر کینه‌ای در دل ستارخان ایجاد کرد که بعدها به تقویت روحیه مقاومتش در برابر قاجار کمک کرد. وقتی اسماعیل به دست نیروهای دولتی کشته شد، ستارخان به همراه خانواده خود به تبریز مهاجرت کرد.
او در محله امیرخیز اقامت گزید و در زمره لوطیان تبریز قرار گرفت. البته لوطیان تبریز دو مذهب مرام داشتند که شیخیه و شرعیه بودند و ستار در زمره لوطی‌های شیخیه بود.
وی مدتی جزء تفنگچیان سواران حاکم خراسان بود، از آنجا به عتبات عالیات عراق سفر کرد، پس از چندی به تبریز بازگشت و به مباشری املاک محمدتقی صراف مشغول شد.
سپس به توصیه رضاقلی خان سرتیپ وارد خدمت ژاندارمری شد و حفاظت راه مرند و خوی به او محول گردید. چندی بعد مورد توجه مظفرالدین میرزا (ولیعهد) قرار گرفت، ضمن دریافت لقب خان، از تفنگداران ولیعهد در تبریز محسوب گردید.
ستارخان بنابر عادت لوطی‌گری در دفاع از مظلومان برابر حکومت، در یکی از درگیری‌های خود با مأمورین محمدعلی میرزا (ولیعهد) در تبریز، مورد تعقیب قرار گرفت، از شهر گریخت و مدتی به راهزنی عیاری مشغول شد، اما از ثروتمندان می‌گرفت و به فقرا می‌داد. سپس با وساطت بزرگان و معتمدین محل به شهر بازگشت و دلالی اسب را پیشه خود کرد.
او به درستی و امانتداری در تبریز شهرت داشت به همین دلیل مالکان، حفاظت از اموال خود را به او می‌سپردند. او هیچ‌گاه درس نخواند و سواد خواندن و نوشتن نداشت، اما هوش آمیخته به شجاعتش و مهارت در فنون جنگی و اعتقادات مذهبی و وطن دوستی‌اش، او را به سردار ملی تبدیل کرد.

## مقاومت در دوره استبداد صغیر
با شروع انقلاب مشروطه علیه محمدعلی شاه در تهران و گسترش آن در سراسر کشور، شاه قاجار به مبارزه و سرکوب مشروطه‌خواهان پرداخت. مجاهدین و آزادی‌خواهان آذربایجانی و قفقازی، به فرماندهی ستارخان و باقرخان به حمایت از مشروطیت تهران قیام نمودند و در مقابل قوای ۳۵ تا ۴۰ هزار نفری اعزامی محمدعلی شاه و خوانین محلی به فرماندهی عین‌الدوله که برای سرکوبی قیام تبریز اعزام شده بودند به شدت مقاومت کردند و از تسلط آن‌ها به شهر ممانعت نمودند.
تبریز به مدت ۱۱ ماه توسط سپاه دولتی محمدعلی شاه قاجار محاصره شد و از ورود آذوقه به شهر جلوگیری به عمل آمد. زندگی بر مردم بسیار سخت و طاقت فرسا گردید حتی مردم ناچار به خوردن یونجه و علف شدند.
او در مدت یازده ماه استبداد صغیر یعنی از ۲۰ جمادی‌الاول ۱۳۲۶ ق تا هشتم ربیع‌الثانی ۱۳۲۷ ق/ تیر ۱۲۸۷ تا خرداد ۱۲۸۸ش/ ۲۰ ژوئن ۱۹۰۸ تا می ۱۹۰۹ با همراهی باقرخان رهبریِ مجاهدین تبریز و ارامنه و قفقازی‌ها را بر عهده داشت و مقاومت شدید و طاقت فرسای اهالی تبریز در مقابل سی و پنج الی چهل هزار نفر سپاه دولتی، با راهنمایی و رهبری او انجام گرفت، به‌طوری‌که شهرت او به خارج از مرزهای کشور رسید و در غالب جراید اروپایی و آمریکایی هر روز نام او با خط درشت ذکر می‌شد و دربارهٔ مقاومت‌های سرسختانه وی مطالبی انتشار می‌یافت.
ستارخان که مرام شیخیه داشت، طرفداری تعدادی از مراجع تقلید شیعه طرفدار مشروطه را پشت سر خود می‌دید از جمله ثقةالاسلام و به ویژه حمایت‌های آیات ثلاث را مشاهده می‌کرد از حیث مبارزه تقویت روحی می‌شد و همواره می‌گفت من در پی اجرای احکام حجج و علمای نجف بخصوص آخوند خراسانی هستم. علمای مشروطه خواه نجف نیز در عصر استبداد صغیر تعدادی از علما و طلاب را برای تقویت جبهه تبریز به این ناحیه گسیل داشتند که مشهورترین آن‌ها آیت‌الله سید علی تبریزی مشهور به سید علی داماد بود که به همراه خود میرزا احمدخان عمارلویی و تعدادی دیگر را به همراه داشت.
پس از ماه‌ها محاصره تبریز قوای روسیه با موافقت دولت انگلستان و محمدعلی شاه قاجار، از مرز گذشتند به سوی تبریز حرکت کردند و راه جلفا را باز کردند. در نتیجه محاصره شهر به پایان رسید و سربازان دولتی شاه و خوانین محلی مخالف مشروطیت از اطراف تبریز دور شدند. بدین ترتیب نقشی که ستارخان و باقرخان در دفاع از مشروطه در تبریز داشتند به پایان رسید.
ستارخان و دیگران مجاهدین تبریز که به شدت از تجاوز بیگانگان روس متنفر بودند، برای رفع بهانهٔ تجاوز روس‌ها تلگرافی به این مضمون به محمدعلی‌شاه فرستادند:

شاه به جای پدر و توده به جای فرزندان است. اگر رنجشی میان پدر و فرزندان رخ دهد نباید همسایگان پا به میان گزارند. ما هر چه می‌خواستیم از آن درمی‌گذریم و شهر را به اعلی‌حضرت می‌سپاریم. هر رفتاری که با ما می‌خواهند بکنند و اعلیحضرت بیدرنگ دستور دهند که راه خواربار باز شود و جایی برای گذشتن سپاهیان روس به ایران بازنماند.

. محمدعلی شاه پس از دریافت این تلگراف به نیروهای دولتی دستور ترک محاصره داد اما روس‌ها به پیشروی ادامه دادند و وارد تبریز شدند،

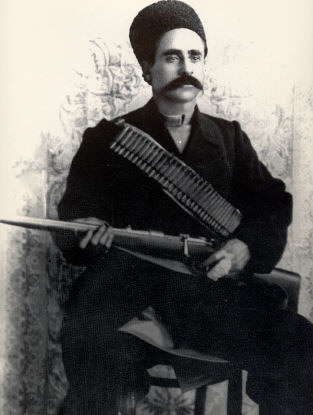
تصویری از ستارخان همراه با سلاح

ستارخان حاضر به اطاعت از دولت روس نشد و در اواخر جمادی‌الثانی ۱۳۲۷ق (اواخر ماه مه ۱۹۰۹م) به ناچار با همراهانش به کنسولگری عثمانی در تبریز پناهنده شد. در منابع ذکر شده است که ستارخان به کنسول روس (پاختیانوف) که می‌خواست پرچم روس را خود به سر در خانه ستارخان زند و او را در حمایت دولت روس قرار دهد گفت:
«جناب کنسول! من می‌خواهم هفت دولت زیر سایه بیرق ایران باشد شما می‌خواهید من زیر بیرق روس بروم؟ هرگز چنین کاری نخواهد شد!»

## مسافرت به تهران
پس از پیروزی انقلابیون مشروطه گیلان شمال و بختیاری اصفهان در فتح تهران در اواخر تیر ۱۲۸۸ (۱۹۰۹) و خلع شاه قاجار؛ اما روسیه تزاری مناطق شمال غربی ایران را در اشغال خود داشت و طبق توافق پنهانی با انگلیس در تقسیم ایران هنوز در آذربایجان اردبیل و تبریز حضور داشت. بواسطه ظلم و دسیسه‌های دولت روس و بنابر دعوت آیت‌الله محمدکاظم خراسانی، ستارخان تصمیم به حرکت به تهران می‌نماید. روز شنبه ۷ ربیع‌الاول سال ۱۳۲۸ق در شب عید نوروز ۱۲۸۹، جمعیت زیادی از مردم و رجال شهر از جمله یپرم‌خان ارمنی برای وداع با ستارخان و باقرخان جمع شدند و آنان درمیان هلهلهٔ جمعیت از منزل خود بیرون آمدند و به سوی تهران حرکت کردند. در بین راه نیز در شهرهای میانه، زنجان، قزوین و کرج استقبال باشکوهی از این دو مجاهد آزادی‌خواه ضد استبداد، به عمل آمد و هنگام ورود به تهران نیمی از شهر برای استقبال شتافتند و در طول مسیر چادرهای پذیرایی آراسته با انواع تزیینات، و طاق نصرت‌های زیبا و قالی‌های گران‌قیمت و چلچراغ‌های رنگارنگ گستردند. در سرتاسر خیابان‌های ورودی شهر، تابلوهای زنده باد ستارخان و زنده باد باقرخان مشاهده می‌شد. تهران آن روز سرتاسر جشن و سرور بود. ستارخان پس از صرف ناهار مفصلی که در چادر آذربایجانی‌های مقیم تهران تدارک دیده‌شده‌بود به سوی محلی که برای اقامتش در منزل صاحب اختیار (محلی در خیابان سعدی کنونی) در نظر گرفته بودند رهسپار شد. «ازمیدان توپخانه و خیابان لاله‌زار، تا باغشاه تمام پشت بام‌ها و خیابان‌ها و دکان‌ها، زن و مرد ایستاده بودند». سرداران مدت یک ماه مهمان دولت بودند، اما به دلیل وجود سربازان و کمی جا دولت، محل باغ اتابک (محل فعلی سفارت روسیه) را به اسکان ستارخان و یارانش و محل عشرت آباد را به باقرخان و یارانش اختصاص داد. پس از چند روزی که نیروهای هر دو طرف در محل‌های تعیین شده اسکان یافتند مجلس طرحی را تصویب نمود که به موجب آن تمامی مجاهدین و مبارزین غیرنظامی از جمله افراد ستارخان و خود او می‌بایست سلاح‌های خود را تحویل دهند. این تصمیم به دلیل بروز حوادث ناگوار و ترور سید عبدالله بهبهانی و میرزاعلی محمدخان تربیت از سران مشروطه گرفته‌شده‌بود. اما یاران ستارخان از پذیرفتن این امر خودداری کردند. به تدریج مجاهدین دیگری که با این طرح مخالف بودند به ستارخان و یارانش پیوستند و این امر موجب هراس دولت مروزی انقلاب مشروطه شد. سردار اسعد بختیاری به ستارخان پیغام داد که «به سوگندی که در مجلس خوردید وفادار باشید و از عواقب وخیم عدم خلع سلاح عمومی بپرهیزید.».
گفته‌می‌شود دعوت ستارخان و مجاهدان تبریز به تهران، با نیت خلع سلاح و کنترل آن‌ها توسط دولت مشروطه بوده است.

### علت سفر ستارخان و باقرخان به تهران

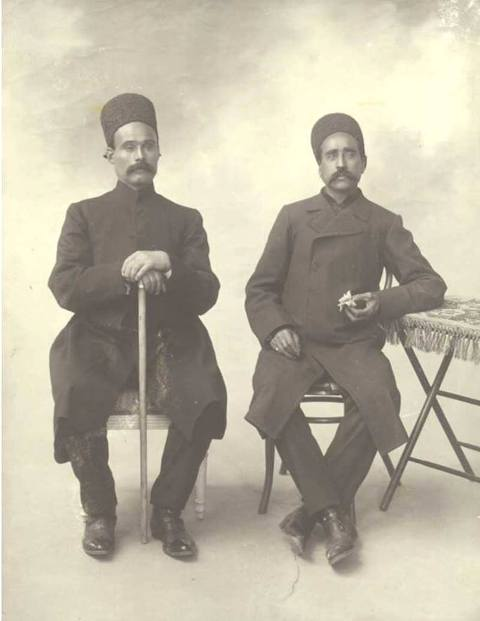
ستارخان و باقرخان

پس از عملیات ملی آزادسازی تهران به دست مجاهدان بختیاری و گیلان، مشروطه‌خواهان دوباره به قدرت رسیدند. مهدی‌قلی‌خان هدایت (ملقب به مخبرالسلطنه) که در مشروطیت اول و پیش از استبداد محمدعلی‌شاهی نیز استاندار تبریز بود، دوباره به عنوان استاندار انتخاب شد.
مخبرالسلطنه از همان لحظه ورود به تبریز با یک مشکل جدی روبرو شد؛ روس‌ها به بهانه حمایت از بورژوازی صنعتی و تجاری تبریز و برقراری نظم و امنیت، قوای نظامی خود را در شهر مستقر کرده بودند. استاندار مشروطه‌خواه از روس‌ها خواست حالا که تهران به دست مشروطه‌خواهان افتاده و اداره مملکت براساس قانون استوار شده، لزومی به حضور روس‌ها نیست و باید قوای نظامی روس از تبریز خارج شوند. روس‌ها اغتشاش و نا امنی شهر را مخل امنیت تاجران دو تابعیتی تبریز می‌دانستند و حضور افراد مسلح غیردولتی از جمله ستارخان و باقرخان را بهانه کرده و به درخواست دولت مشروطه ایران پاسخ مثبت ندادند.
به گزارش منابع دیپلماتیک در پترزبورگ، روس‌ها از حضور ستارخان و باقرخان در تبریز ناراضی بودند و به عقیده الکساندر ایزولسکی وزیر خارجه وقت روسیه ستارخان و باقرخان حکومتی در داخل حکومت آذربایجان تشکیل داده‌بودند و فدائیانشان به اسم پلیس از اهالی پول می‌گرفتند و جماعتی از مردم را بر ضد حضور قوای روسیه در تبریز تحریک می‌کردند.
استاندار مشروطه‌خواه تبریز در خاطراتش ریشه‌های بحران را تشریح کرده و می‌نویسد:
ستارخان و باقرخان از زد و خورد با قوای دولت، یکی بعنوان کدخدای محله امیرخیز و دیگری بعنوان کدخدای محله خیابان نام و شهرتی برای خود تحصیل کرده و هرکدام دارای اصحاب و پیروانی شده‌اند که اکنون همان پیروان به جان مردم افتاده‌اند، به حواله شخصی مالیات وصول می‌کنند و اتباع خود را به خانه‌های متمولین می‌فرستند و از آن‌ها به زور پول می‌گیرند و اسباب زحمت می‌شوند. عده کثیری از اهالی شهر برای اینکه از مزاحمت مأموران این دو نفر در امان باشند در اطراف قنسولگری روسیه خانه اجاره کرده‌اند و متحصن‌اند. نخستین وظیفه من (بعنوان والی مشروطه‌خواه) استقرار امنیت در شهر است.
احمد کسروی نوشته است که ستارخان و باقرخان پس از برقراری دولت مشروطه، در تبریز «مخالفانی داشتند و در روزنامه شمس استانبول و حبل‌المتین کلکته انتقادهایی از آنان چاپ شده‌بود».
برخی دلسوزان آذربایجان و مشروطه‌خواهان تهران و تبریز کوشیدند تا وساطت کنند و جلوی شعله‌ور شدن آتش تفرقه در تبریز را بگیرند. سرانجام پس از وساطت دلسوزانه علی‌قلی‌خان بختیاری سردار اسعد و آخوند خراسانی، ستارخان و باقرخان اعلام کردند که در پاسخ به تقاضای آخوند خراسانی تبریز را ترک می‌کنند و به تهران می‌روند.

### ورود به تهران و استقبال
آنها در روز ۴ فروردین مورد استقبال دولت مشروطه‌خواه و مردم تهران قرار گرفتند. توسط مجلس به آنها دو مدال طلا اختصاص یافت و برای آنها حقوق ماهانه قرار دادند. به دلیل ترور دو رهبر مشروطه، یعنی سید عبدالله بهبهانی و میرزا محمد علی تربیت، حکومت دستور داد تا همه گروه‌های مسلح خلع سلاح شوند. در اینجا بود که ستارخان با این تصمیم مخالفت کرد و با نیروهای دولت درگیر شد. مجاهدین که احساس خطر کرده بودند به پارک اتابک رفته و با ستارخان ایستادند. سردار اسعد بختیاری (فاتح تهران) به ستارخان پیغام داد که: «به سوگندی که در مجلس خوردید وفادار باشید و از عواقب وخیم عدم خلع سلاح عمومی بپرهیزید.» اما ستارخان و هم‌رزمانش از اطاعت از این دستور و تحویل سلاح‌های خویش سر باز زدند.

### درگیری مسلحانه

آخرین عکس از ستارخان

بعداز ظهر اول شعبان ۱۳۲۸ (شانزدهم مرداد ۱۲۸۹ هجری خورشیدی) قوای دولت مشروطه، که جمعاً سه هزار نفر می‌شدند به فرماندهی یپرم‌خان، یار قدیمی ستارخان در تبریز و رئیس نظمیهٔ وقت، باغ اتابک را محاصره کردند و پس از چند بار پیغام، هجوم نظامیان به باغ صورت گرفت و جنگ بین قوای دولتی و مجاهدین آغاز گشت. در این جنگ قوای دولتی از چند عراده توپ و پانصد مسلسل شصت تیر استفاده کردند و به فاصلهٔ ۴ ساعت ۳۰۰ نفر از افراد حاضر در باغ کشته شدند. ستارخان راه پشت بام را در پیش گرفت، اما در مسیر پله‌ها در یکی از راهروهای عمارت تیری به پایش اصابت کرد و مجروح شد و قادر به حرکت نبود. اندکی بعد قوای دولتی او را دستگیر کردند و به منزل صمصام السلطنه بردند و خود و اتباعش ناچار به خلع سلاح شدند.

## دیدگاه ادوارد براون دربارهٔ ستارخان و باقرخان
ستارخان، یکی از رهبران برجسته جنبش مشروطه در تبریز، از دیدگاه ادوارد براون، خاورشناس بریتانیایی به‌عنوان شخصیتی پیچیده معرفی شده است. او ابتدا به‌دلیل شجاعت و روحیه رهبری در مبارزات تبریز شهرت یافت و توانست با مقاومت و تلاش، نقشی مؤثر در حفظ شهر ایفا کند. اما براون در انتهای کتاب خود، در یادداشت‌ها، نامه‌ای را از شخصی قابل اعتماد خود نقل قول می‌کند که در آن نویسنده‌ی نامه در روایت خود، ستارخان را فردی «بی‌سواد و فاقد درک عمیق از مفهوم مشروطه» می‌داند. به‌گفتهٔ نویسندهٔ نامه «ستارخان یک دلال اسبِ بی‌سواد و جاهل قره‌داغی است که در مورد مفهوم مشروطیت چیز بیشتری از رحیم‌خان نمی‌داند». وی در نامه می‌نویسد که اگرچه در محاصره‌ی اول شهر تبریز ستارخان رشادت‌های بالایی داشته است ولی پس از موفقیت‌هایش در اواخر عمر به فساد روی آورد، «اقدام به به غارت شهروندان بی‌آزار نموده و منزل وی مملوء از غنائم بود؛ یازده دستگاه پیانوی سرقت‌شده زینت‌بخش اتاق پذیرایی وی بود؛ وی به شرابخواری کشیده شد؛ زنهای بسیاری اختیار کرد؛ دیگر در صفوف جنگ و آتش مشاهده نشد بلکه با تن‌آسایی در سایهٔ شهرت خود زندگی می‌کرد». در نامه مطالبی بر علیه باقرخان نیز آمده است و براون معتقد است که تقی‌زاده نیز احتمالا این روایت را تایید می‌کرده است.

## درگذشت
بعد از این وقایع، ستارخان خانه‌نشین تهران شد؛ پزشکان حاذق برای مداوای پای او تمام تلاش خود را کردند، بر اثر اصابت گلوله هر دو استخوان ساق پا شکسته‌بود و زخم دچار عفونت بود، دو بار پزشکان معالج (لقمان الدوله، حسین خان نظام الحکما، و دو پزشک خارجی) اقدام به عمل جراحی و تمیز کردن زخم نمودند و پس از مدتی شکستگی و زخم بهبودی نسبی پیدا کرد و با وجود کوتاهی پا می‌توانست با عصا راه برود. ستارخان که از دولت مشروطه کنار گذاشته مطرود و منزوی بود، پس از این واقعه نزدیک به چهار سال زندگی کرد؛ حتی مکاتباتی برای دفع اجنبی و اعلام آمادگی برای رفع اشغال و فجایع روس‌ها در آذربایجان، با دولت مرکز حتی عین الدوله (محاصره‌کننده تبریز) داشت که وقعی گذارده نشد. عاقبت ستارخان در تاریخ ۲۵ آبان ۱۲۹۳ (۲۸ ذی الحجه ۱۳۳۲) در تهران درگذشت.

## آرامگاه
آرامگاه ستارخان در باغ طوطی در کنار حرم شاه عبدالعظیم شهر ری واقع است. در بهار ۱۳۳۳ عده‌ای از هواداران حزب توده سنگ قبری برای ستار خان نصب کردند که علامت داس و چکش و نوشتاری با محتوای کمونیستی داشت. فرمانداری نظامی تهران این سنگ قبر را برداشت.
نوادگان ستار خان چندین مرتبه سعی کردند با کسب مجوزهای شرعی، پیکر وی را به تبریز منتقل کنند که موفق نشدند. خانه ستارخان به عنوان موزه در محلهٔ امیرخیز خیابان شمس تبریزی نرسیده به میدان پنجم مرداد (منجم) کوچهٔ ستارخان به روی بازدید همگان باز است.

## یادبود

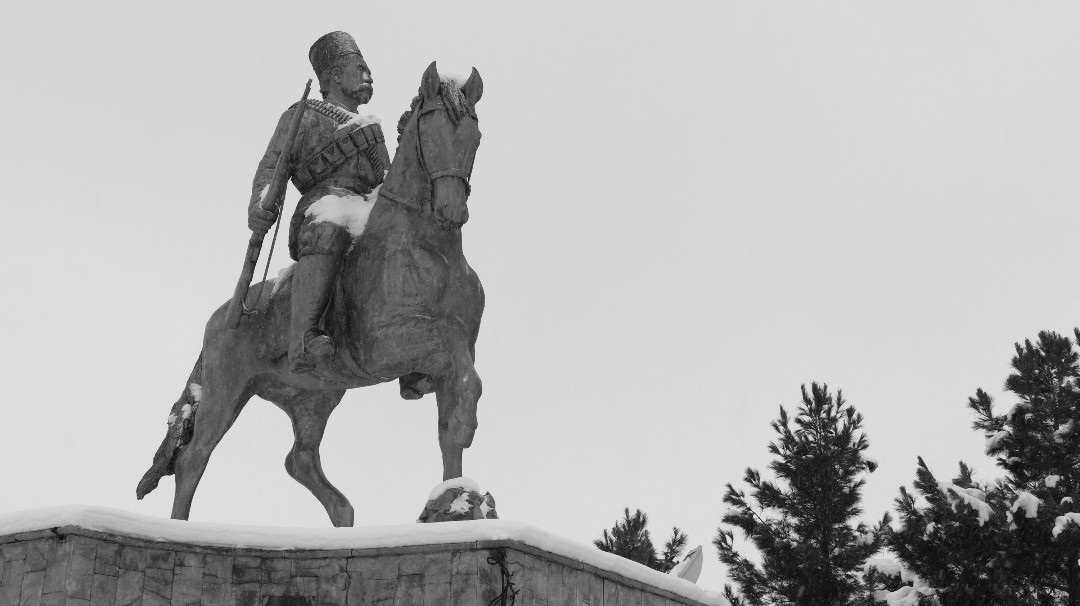
مجسمه ستارخان در تبریز

فیلم سینمایی ستارخان دربارهٔ جنبش مشروطه و به کارگردانی علی حاتمی و نقش آفرینی علی نصیریان در نقش ستارخان در سال ۱۳۵۱ ساخته شد.
به پاس کوشش‌های ستارخان در جنبش مشروطه، پس از انقلاب ۱۳۵۷ خیابانی در غرب تهران به نام او نامگذاری شد.
همچنین تندیس‌ها و بناهای یادبود دیگری نیز در تهران و دیگر شهرهای ایران به یاد او برپا شده است.
در سال ۱۳۹۱ نیز یک فیلم مستند با نام عیار مشروطه که یک واگویی از زایش تا درگذشت ستارخان است از سوی مرکز گسترش سینمای مستند و تجربی ساخته‌شد.
در سال ۱۳۹۷ سریالی به نام ایران‌دخت به کارگردانی محمدرضا وزری در ۳۰ قسمت تولید شد و در بهمن ۱۳۹۶ ۱۰ قسمت آن از شبکهٔ یک سیما پخش شد. در این سریال سعید نیک‌پور در نقش ستارخان، نقش آفرینی کرده است و شکرخدا گودرزی در نقش باقر خان، فرخ نعمتی در نقش یپرم خان، صدرالدین شجره در نقش مخبرالسلطنه، سام قریبیان در نقش سهراب طبیب و ژرژ پطروسی در نقش مستوفی الممالک ایفای نقش کرده است.
در سال ۱۳۹۶ یک مجموعه تلویزیونی با نام ستارخان به نویسندگی و کارگردانی محمدرضا ورزی در ۱۰ قسمت ۵۰ دقیقه‌ای ساخته و از شبکه یک پخش شد. این مجموعه سال‌های پایانی زندگی ستارخان را واگویه می‌کند.

## نگارخانه

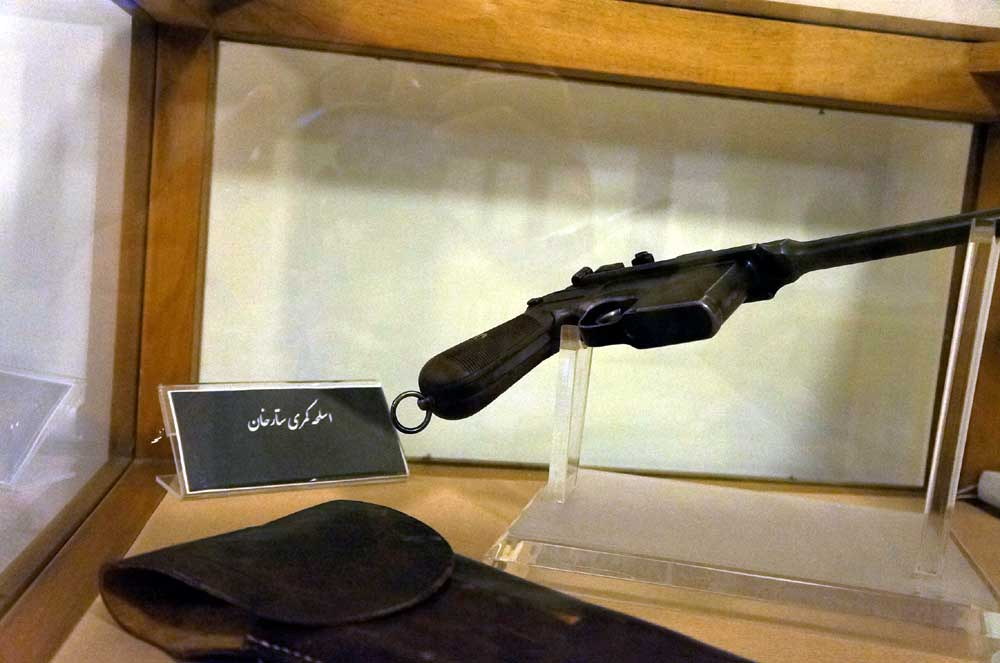
اسلحه کمری ستار خان
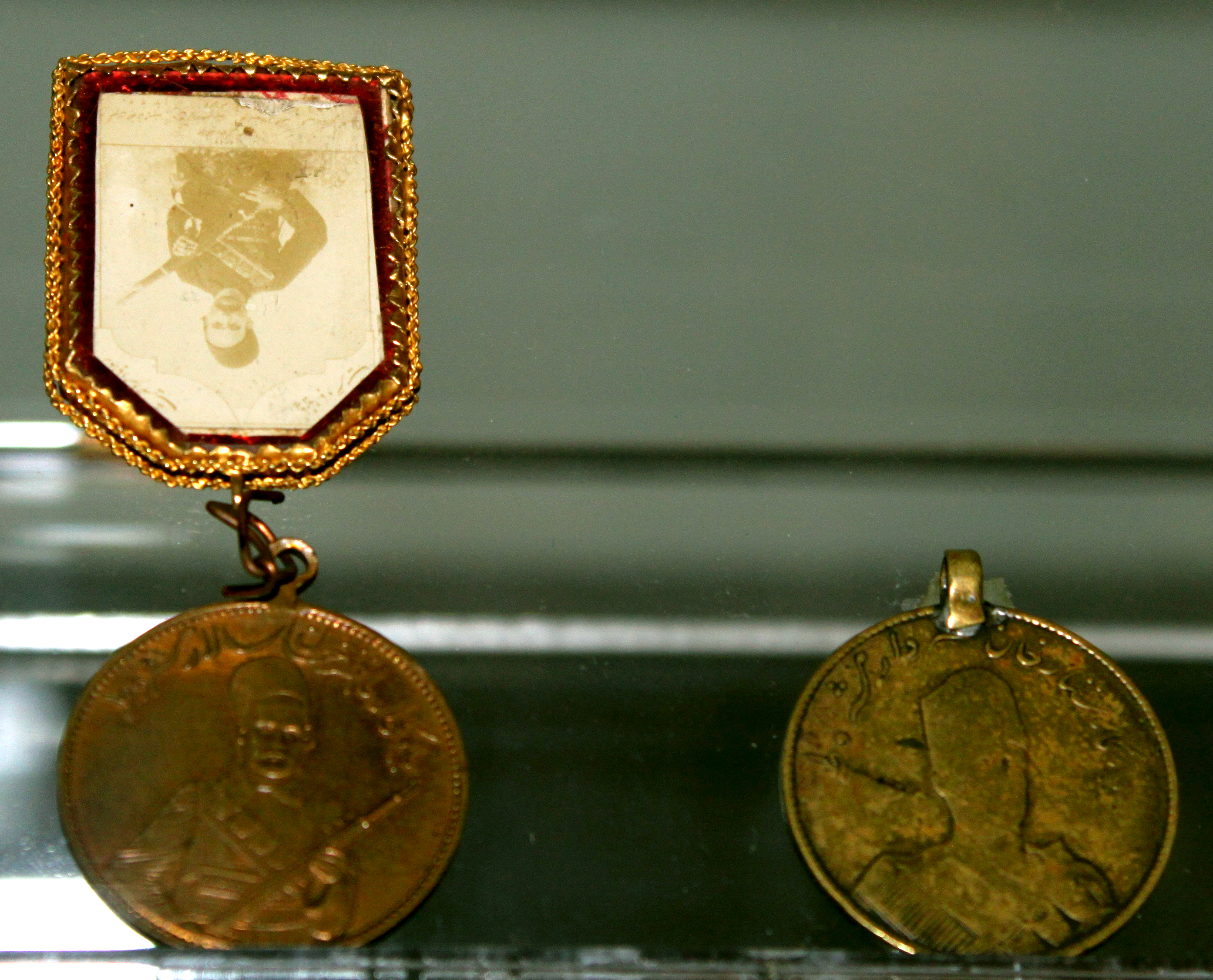
نشان یادبود ستارخان در موزه مشروطه تبریز
آرامگاه ستارخان در حرم شاه عبدالعظیم در شهر ری